# Angela Chaves
Angela Chaves (Rio de Janeiro, 31 de maio) é uma autora, escritora e roteirista brasileira.

## Biografia
Angela Chaves nasceu no Rio de Janeiro. Formou-se em Letras – Português-Literatura pela Faculdade de Letras da Universidade Federal do Rio de Janeiro (UFRJ). É mestra em Literatura Brasileira também pela Faculdade de Letras/UFRJ. Defendeu a dissertação "Tubiacanga, o processo de Transcriação Dramática", sobre o processo de adaptação de textos literários para a televisão.
Trabalhou como roteirista e autora na TV Globo, colaborando em diversos programas, séries e telenovelas.
Na década de 1990, Angela foi roteirista do programa Você Decide. Escreveu os episódios: A Troca, Meu Pai, Ciúmes, A Flor da Idade, Divino Amor, Striptease, Francis, O Intruso, Assédio, A Neta, e Um Lar para Clarice.
Entre os anos 2000 e 2002, Angela foi redatora final, com Flávio Marinho, do programa de auditório infanto-juvenil Gente Inocente, apresentado pelo ator Márcio Garcia, contando com um elenco de crianças e convidados variados.
Em 2002, escreveu o episódio Cremilda e o Fantasma, para o programa Brava Gente, uma adaptação do conto homônimo de Rachel de Queirós.
Em 2003, Angela colaborou em sua primeira telenovela para a TV Globo, trabalhando como colaboradora de Gilberto Braga na novela Celebridade.
A partir de 2006, passou a colaborar com o autor Manoel Carlos, nas novelas Páginas da Vida (2006), Viver a Vida (2009) e Em Família (2014). Escreveu, com Manoel Carlos, a minissérie Maysa: Quando Fala o Coração (2009), que foi indicada ao prêmio Emmy Internacional.
Também colaborou com Maria Helena Nascimento na novela Rock Story (2016) e com Mauro Wilson na série Cidade Proibida (2017).
Como autora titular, escreveu a supersérie Os Dias Eram Assim (2017), em coautoria com Alessandra Poggi. A trama marcou a emissora por ser a primeira produção a ser chamada de supersérie, e abordou temas como a repressão no período de ditadura militar e AIDS. A trama alcançou grande sucesso de público.
Em 2019, Angela foi a autora do remake da novela Éramos Seis, seu primeiro trabalho como autora solo. A novela, elogiada por crítica e público, alcançou excelente audiência.
Após deixar a TV Globo, Angela criou e escreveu a primeira série de melodrama original da Netflix Brasil, intitulada Pedaço de Mim, foi lançada em 5 de julho de 2024.
Colaborou com Patrícia Andrade na série Senna, também da Netflix Brasil, com estreia prevista para o segundo semestre de 2024.
Angela também é autora de livros infantis e contos. Os livros Primeiros Amores, Papel de Céu, Chuva de Sonhos, Príncipe Não e As Gavetas da Avó de Clara são adotados por várias escolas no Brasil.

## Filmografia

### Telenovelas
| Ano  | Trabalho           | Emissora | Escalação        |
| ---- | ------------------ | -------- | ---------------- |
| 2003 | Celebridade        | TV Globo | Colaboradora     |
| 2006 | Páginas da Vida    | TV Globo | Colaboradora     |
| 2009 | Viver a Vida       | TV Globo | Colaboradora     |
| 2014 | Em Família         | TV Globo | Colaboradora     |
| 2016 | Rock Story         | TV Globo | Colaboradora     |
| 2017 | Os Dias Eram Assim | TV Globo | Autora principal |
| 2019 | Éramos Seis        | TV Globo | Autora principal |

### Séries e minisséries
| Ano  | Trabalho                     | Emissora | Escalação         | Notas                                                             |
| ---- | ---------------------------- | -------- | ----------------- | ----------------------------------------------------------------- |
| 2002 | Brava Gente                  | TV Globo | Roteirista        | Autora do episódio "Cremilda e o Fantasma"                        |
| 2009 | Maysa: Quando Fala o Coração | TV Globo | Roteirista        | Escrita com Manoel Carlos. Indicada ao prêmio Emmy Internacional. |
| 2011 | Divã                         | TV Globo | Roteirista        |                                                                   |
| 2017 | Cidade Proibida              | TV Globo | Roteirista        |                                                                   |
| 2024 | Pedaço de Mim                | Netflix  | Autora e criadora |                                                                   |
| 2024 | Senna                        | Netflix  | Roteirista        |                                                                   |

### Programas de TV
| Ano     | Trabalho             | Emissora | Escalação                   | Notas |
| ------- | -------------------- | -------- | --------------------------- | --- |
| 1994    | Palavra Puxa Palavra | Multirio | Criadora e roteirista       | |
| 1995    | Caixa Mágica         | Multirio | Criadora e roteirista       | |
| 1995    | Quarto de Brinquedo  | Multirio | Criadora e roteirista       | |
| 1996–98 | Você Decide          | TV Globo | Roteirista                  | Episódios: "A Troca", "Meu Pai", "Ciúmes", "À Flor da Idade", "Divino Amor", "Striptease", "Francis", "O Intruso", "Assédio", "A Neta" e "Um Lar para Clarice". |
| 2000–02 | Gente Inocente       | TV Globo | Roteirista e redatora final | Redatora final com Flávio Marinho |

## Obras literárias

### Livros infantis
- Primeiros Amores (2004)[16]
- Príncipe Não (2007)[17]
- As Gavetas da Avó de Clara (2007)[18]
- Papel de Céu (2012)[19]
- Chuva de Sonhos (2012)[20]

### Contos publicados
- Se amores tivessem fim[21]
- O vão[22]

### Outros
- Eles e Eu: Memórias de Ronaldo Bôscoli (1994)[23] - Biografia escrita com Luiz Carlos Maciel
- Geração em Transe: Memórias do Tempo do Tropicalismo (1996)[24] - De Luiz Carlos Maciel, com colaboração de Angela Chaves.
- Vera (adaptação do conto de Villier d'Isle Adam, publicada no livro 13 Roteiros Mágicos, organizado por Luiz Carlos Maciel)[25]